# Centaurea deusta
Centaurea deusta — вид квіткових рослин айстрових (Asteraceae). Ареал: Бельгія, Швейцарія, Італія (зокрема, Сицилія, Сардинія), Мальта, Сан-Марино, Хорватія, Боснія та Герцеговина, Чорногорія, Сербія, Косово, Північна Македонія, Албанія, Болгарія, Греція.